# یوهی اوتاکه
یوهی اوتاکه (ژاپنی: 大竹 洋平؛ زادهٔ ۲ مهٔ ۱۹۸۹) یک بازیکن فوتبال اهل ژاپن است.
از باشگاه‌هایی که در آن بازی کرده‌است می‌توان به باشگاه فوتبال توکیو، باشگاه فوتبال سرزو اوساکا، باشگاه فوتبال شونان بلمار و باشگاه فوتبال فاگیانو اوکایاما اشاره کرد.